# Pluja d'idees

Diagrama planificador d'una sessió de brainstorming o pluja d'idees.

Pluja d'idees (anglès brainstorming) és una tècnica de producció d'idees, molt emprada en els processos creatius vinculats, sobretot, al món de la publicitat, el màrqueting i la indústria. Va ser inventat per Alex Faickney Osborn, durant un procés interactiu en què va descobrir que la majoria d'idees creatives sorgeixen amb més facilitat en un grup no estructurat que no pas entre individus organitzats independentment. El concepte consisteix en l'acumulació i posterior elaboració i síntesi de les idees suscitades en associació lliure i espontània, entorn d'un nucli temàtic, sorgides d'un equip de persones reunides.
L'any 1939, Osborn, un agent de publicitat, frustrat per la incapacitat dels treballadors de trobar idees creatives per als anuncis, va organitzar una sessió en comú entre tots els treballadors. Va descobrir una millora important en la quantitat i qualitat d'idees dels treballadors pel simple fet de treballar en grup. Després d'analitzar i sistematitzar el que havia après de l'experiment el 1954 va publicar el llibre Applied Imagination on explicava el seu sistema per resoldre problemes. El llibre va popularitzar el terme de brainstorming i va obtenir una bona acceptació a la indústria i a altres sectors, on més tard s'utilitzaria de forma comuna. La tècnica es va popularitzar ràpidament i ja el 1957 Osborn va publicar una edició revisada i eixamplada amb noves experiències. El mètode continua utilitzant-se en l'actualitat i s'ha estès a múltiples camps.

## Principis
Els membres poden ser experts o novells i l'únic que es pretén és oferir tantes respostes com sigui possible. Dos principis més importants per contribuir a l'eficàcia creativa eren ajornar qualsevol judici i cercar el màxim nombre d'idees. Arran d'aquests dos principis va generar quatre normes bàsiques per a la pluja d'idees:

1. Centrar-se en la quantitat d'idees: Aquesta norma permet obtenir respostes divergents al problema, que són el primer pas cap a una solució de qualitat. S'admet que com més idees hi hagin, més possibilitats hi ha d'obtenir-ne una de més efectiva i innovadora.[6]
2. Retenir les crítiques: En un procés de pluja d'iees les crítiques s'han de guardar per una fase ulterior, ja que l'objectiu primer és generar un màximum d'idees sense qualsevol fre. Els membres han de sentir-se el més lliure possible per gosar proposar idees aparentment absurdes o inusuals que poden adverar-se nogensmenys útils en la fase analítica posterior.
3. Busca d'idees inusuals: Per obtenir una llarga llista d'idees les més inusuals també són benvingudes. Les noves perspectives i solucions poden servir per a donar una nova perspectiva i presentar, potser, la millor solució.
4. Combinar i millorar les idees: Les idees proposades es poden combinar i millorar, sense censurar, durant la sessió de grup, de forma espontània. Així ajuden a la col·laboració de tots els membres a la proposta i donen finalment una millora adequació al problema. Estimular el procés creatiu per mitjà d'una associació d'idees és força comú i útil.[7]

Aquesta tècnica és útil sempre que es vulguin trobar moltes idees, alternatives i possibles solucions a un problema molt concret, o un de més gran subdividit. D'aquesta manera, s'arriba a nous conceptes i se superen la monotonia, la quotidianitat i el conformisme.

## Desenvolupament
Hi ha alguns aspectes pràctics a tenir en consideració abans de realitzar una pluja d'idees. Els participants han de ser compatibles entre ells. S'han de tenir presents tots els aspectes formals (haver preparat el paper, bolígrafs, aigua, paperera, pòstits, paperògraf…), s'han de presentar els participants i s'ha de tenir molt clar el problema a tractar. També cal un secretari, encarregat d'apuntar les idees. Aquest generalment no ha de participar en la sessió perquè el fet d'anotar distreu la creativitat. També cal un moderador que contribueix a crear un ambient relaxat i alegre, sense qualsevol tensió o conflicte.
Amb tot això es fomenta la confiança i benestar dels participants. El moderador explica l'objectiu de la sessió, resol dubtes i s'assegura que tots els participants poden parlar en tota llibertat sense cap mena de crítica, en respectar les normes. És també una figura conciliadora i dinamitzadora. Finalment, acabat la sessió, dirigirà el multivoting
 o selecció de les idees, en reduir la llista i seleccionar les més importants a través del vot democràtic dels participants. Amb el llistat final el grup discuteix fins que s'arriba a un consens definitiu.
La pluja d'idees és com una tempesta forta i curta d'estiu. Dura uns minuts, durant els quals els membres es dediquen només a donar idees que puguin ser útils per a l'ocasió sense tenir en compte cap altra cosa, aquesta és la part del brainstorming pròpiament, la primera fase. El procés complet de generació d'idees començar per enunciar les idees. Tot s'hi val, s'aporten totes les sense jutjar. Aquest és el moment en què pròpiament s'executa la pluja d'idees i en què s'apliquen les normes exposades anteriorment. sporgar. En aquest moment es fa una primera selecció. Es repassa el que s'ha dit i s'elimina el que és impossible o s'allunya d'una solució factible. Per acabar, s'ha de triar la solució després de la primera selecció hi ha diverses maneres mitjançant les quals es van discriminant les millors idees que s'han proposa i després es tria la millor idea i s'acaba la sessió.

## Variacions
Es pot fer de manera més o menys estructurada: o tothom parla quan té una idea, o es fa un, o més torns de paraules on cada persona parla per ordre de seient i si algú no té cap idea, cedeix el torn al següent. En ambdós casos, els principis queden iguals: es defineix la qüestió de manera clara i concreta, una persona pren notes, no es critica, es limita el temps, s'eviten duplicacions i a la fi se cerca un consens.
Des de la seva creació se n'han derivat un considerable nombre de variants, com per exemple l'Stop-and-go brainstorming., el Mètode 635, el Mètode Phillips 66, o encara variants anònims, seqüèncials o individuals. També se'n van desenvolupar variants en aplicacions pedagògiques per a promoure el pensament lateral. Tot i la pluja d'idees invertides, on es capgira la consigna i es fantasieja sobre tot el es podria fer per ser segur que un producte o servei fracassi. El joc i el riure eviten que l'avorriment mati la creativitat.